# Großer Preis von Donington

Streckenführung im Jahr 1937

Der Große Preis von Donington (1933 und 1934 Donington Park Trophy) war ein internationales Automobil-Rennen, das zwischen 1935 und 1938 vier Mal in Donington Park in England ausgetragen wurde.

## Rennen
Obwohl das Rennen besonders 1937 und 1938 hohen internationalen Stellenwert hatte, zählte es nie zur vom internationalen Automobilsportverband AIACR ausgeschriebenen Grand-Prix-Europameisterschaft.

Großer Preis von Donington 1937
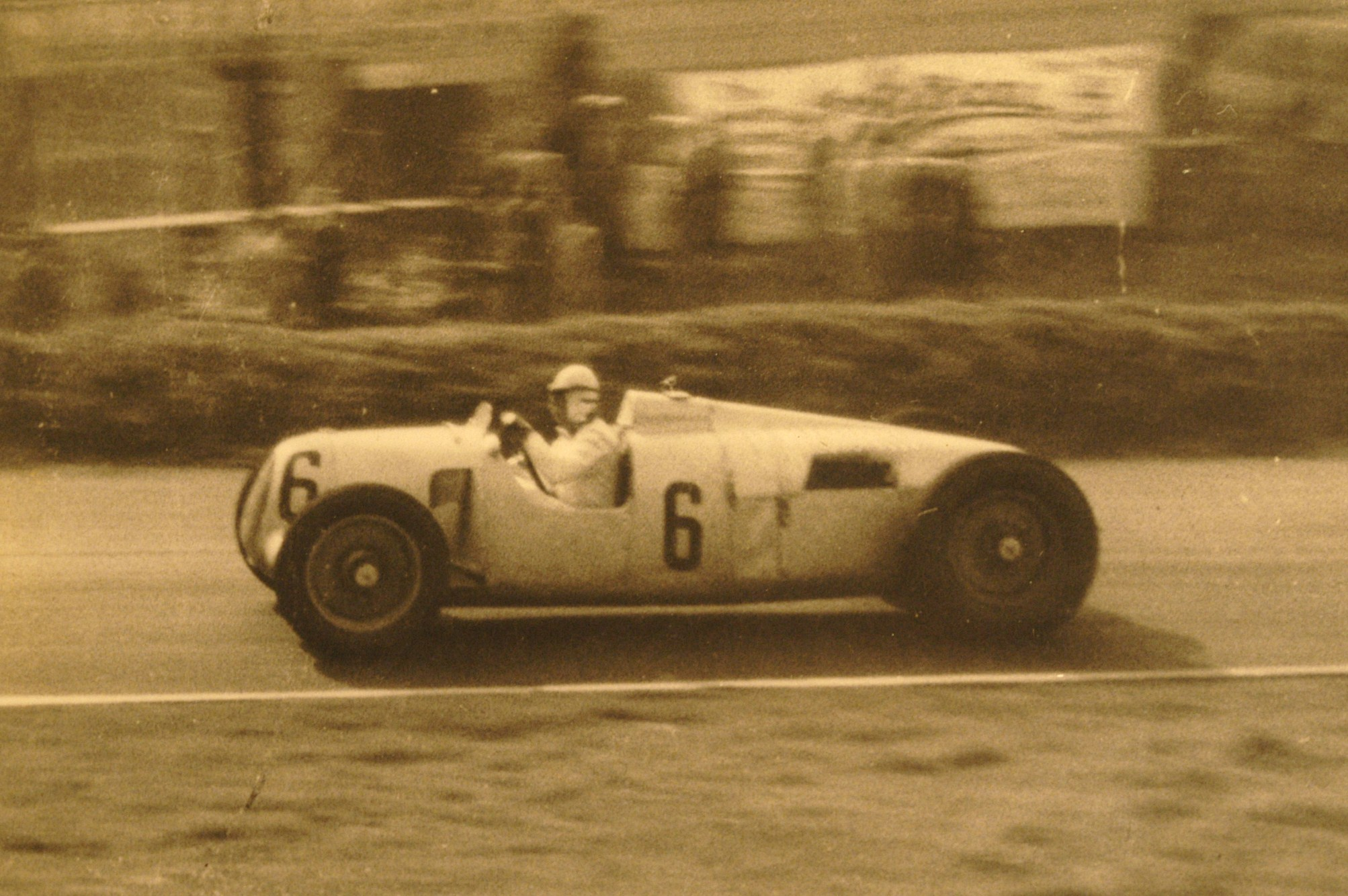
Rudolf Hasse auf Auto Union Typ C
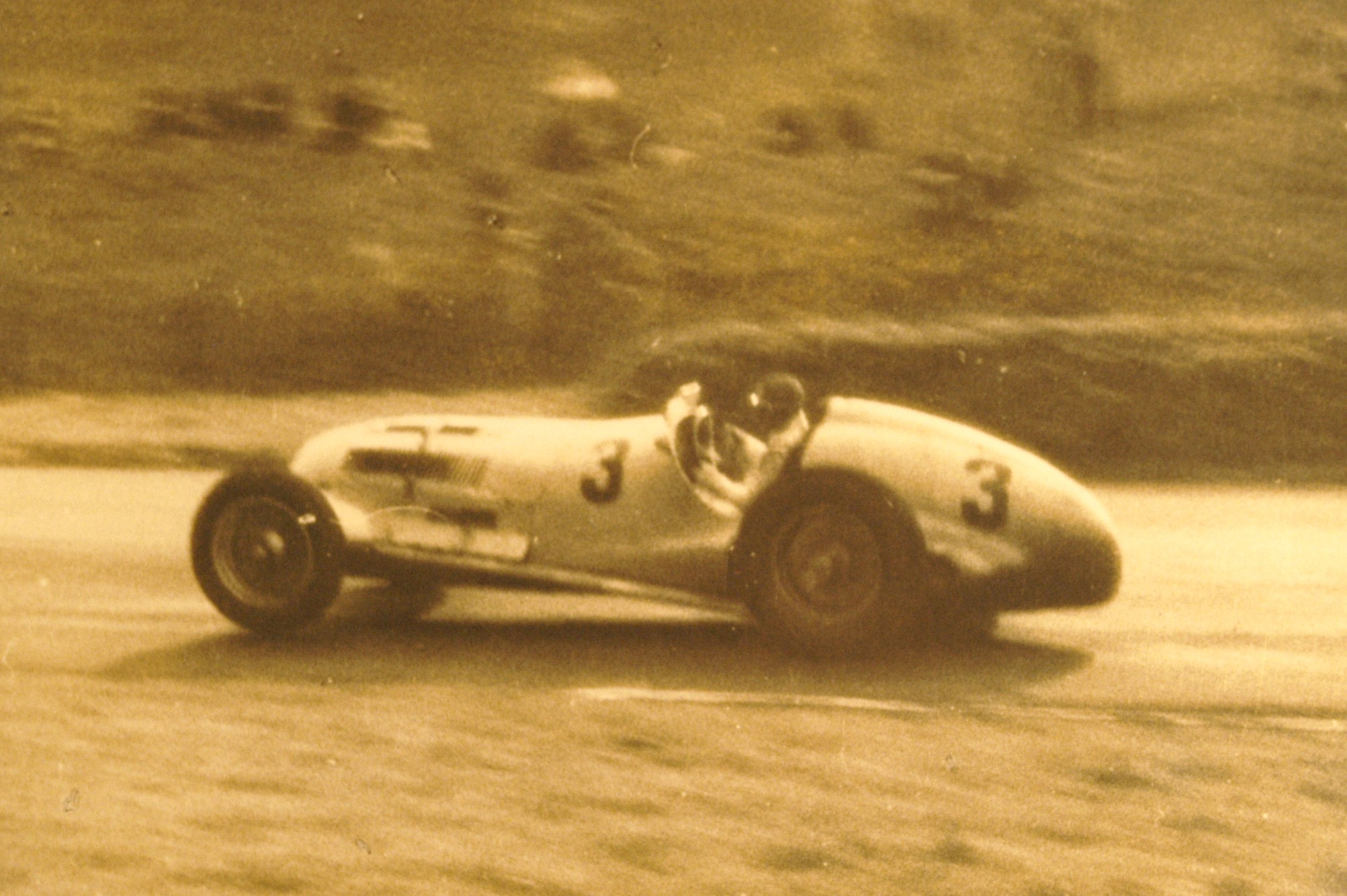
Manfred von Brauchitsch auf Mercedes-Benz W 125
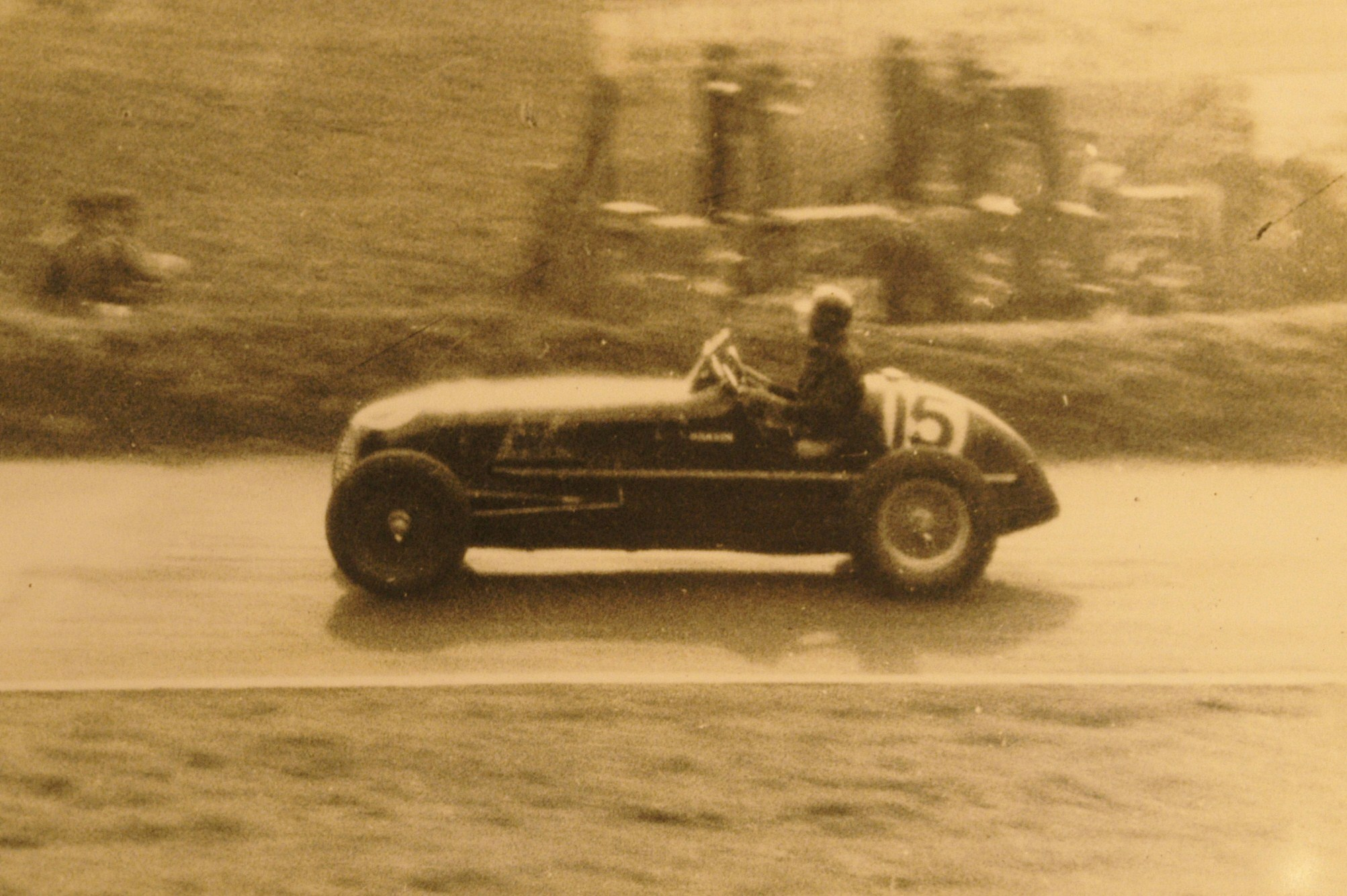
Robin Hanson auf Maserati 6CM
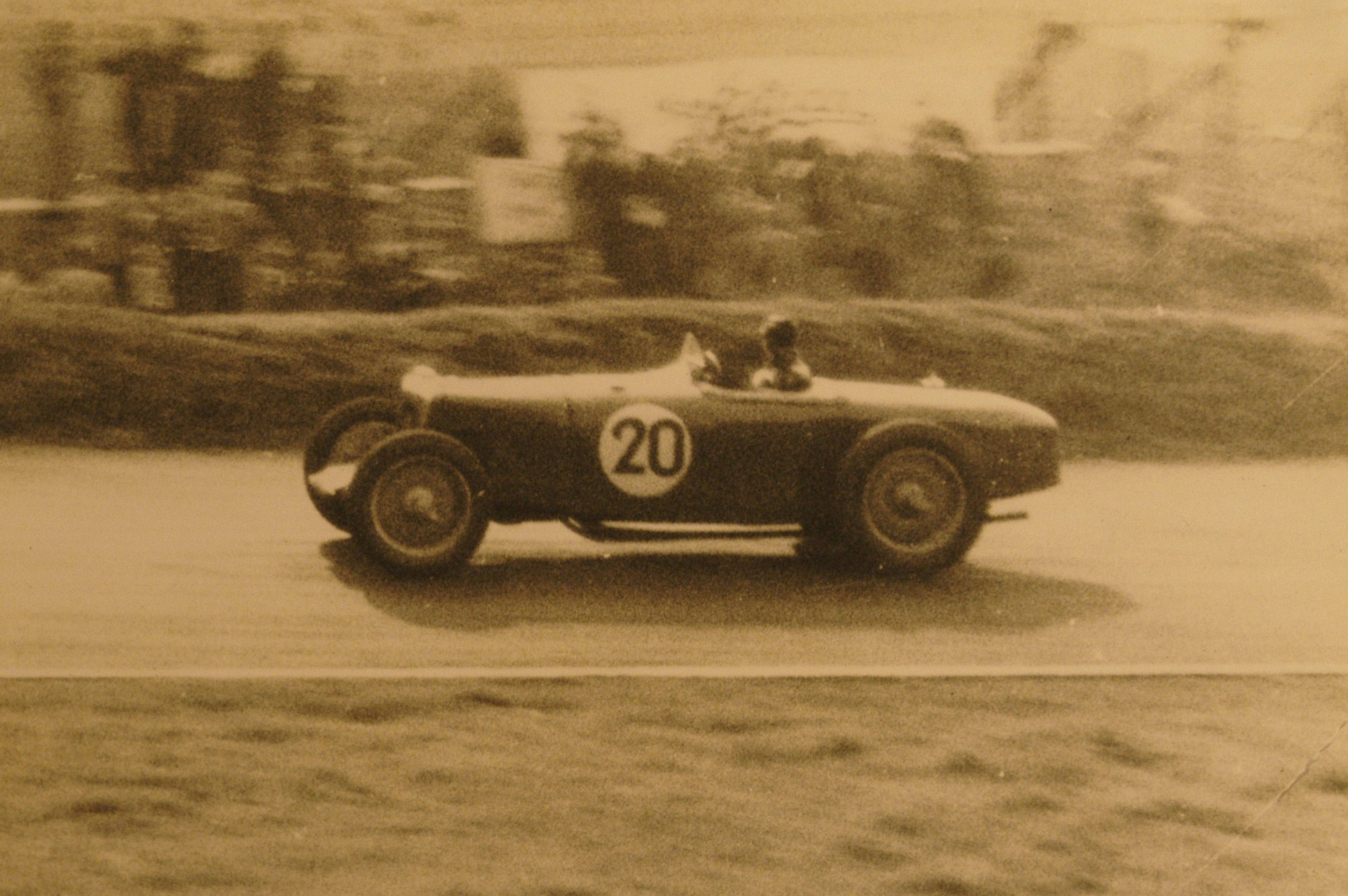
Percy Maclure auf Riley 2000/6

## Ergebnisse
| Auflage | Jahr | Strecke        | Sieger                                    | Zweiter                                 | Dritter                              | Pole-Position                              | Schnellste Runde                                                         |
| ------- | ---- | -------------- | ----------------------------------------- | --------------------------------------- | ------------------------------------ | ------------------------------------------ | ------------------------------------------------------------------------ |
| — 1     | 1933 | Donington Park | Earl Howe (Bugatti)                       | Lindsay Eccles (Bugatti)                | T.A.S.O. Mathieson (Bugatti)         | T.A.S.O. Mathieson (Bugatti)               | Earl Howe (Bugatti)                                                      |
| — 1     | 1934 | Donington Park | Whitney Straight (Maserati)               | Clifton Penn-Hughes (Alfa Romeo)        | Earl Howe (Bugatti)                  | Earl Howe (Bugatti)                        | Whitney Straight (Maserati)                                              |
| 1       | 1935 | Donington Park | Richard Shuttleworth (Alfa Romeo)         | Earl Howe (Bugatti)                     | Charles Martin (Bugatti)             | Raymond Sommer (Alfa Romeo)                | unbekannt                                                                |
| 2       | 1936 | Donington Park | Hans Ruesch / Richard Seaman (Alfa Romeo) | Charles Martin (Alfa Romeo)             | Peter Whitehead / Peter Walker (ERA) | Thomas Pitt Cholmondeley-Tapper (Maserati) | unbekannt                                                                |
| 3       | 1937 | Donington Park | Bernd Rosemeyer (Auto Union)              | Manfred von Brauchitsch (Mercedes-Benz) | Rudolf Caracciola (Mercedes-Benz)    | Manfred von Brauchitsch (Mercedes-Benz)    | Bernd Rosemeyer (Auto Union) und Manfred von Brauchitsch (Mercedes-Benz) |
| 4       | 1938 | Donington Park | Tazio Nuvolari (Auto Union)               | Hermann Lang (Mercedes-Benz)            | Richard Seaman (Mercedes-Benz)       | Hermann Lang (Mercedes-Benz)               | Tazio Nuvolari (Auto Union)                                              |

| Legende   | Legende                                                                                              | Legende                                                     |
| Abkürzung | Klasse                                                                                               | Kommentar                                                   |
| --------- | --- | ----------------------------------------------------------- |
| F1        | Formel 1                                                                                             | Formel-1-Weltmeisterschaft ab 1950                          |
| F2        | Formel 2                                                                                             |                                                             |
| FL        | Formula libre                                                                                        | Fahrzeugklasse in der Regel vom Veranstalter ausgeschrieben |
| SW        | Sportwagen                                                                                           |                                                             |
| TW        | Tourenwagen                                                                                          |                                                             |
| GP        | Grand-Prix-Fahrzeuge                                                                                 |                                                             |
|           | ↓ Durchgehende graue Linien zeigen an, wann in der Geschichte auf einem neuen Kurs gefahren wurde. ↓ |                                                             |
|           | |                                                             |
|           | Einträge mit hellrotem Hintergrund waren keine Läufe zur Automobil- bzw. Formel-1-Weltmeisterschaft. |                                                             |
|           | Einträge mit gelbem Hintergrund waren Läufe zur Europameisterschaft.                                 |                                                             |